# Merremia candeoi
Merremia candeoi är en vindeväxtart som först beskrevs av Achille Terracciano, och fick sitt nu gällande namn av Sebsebe Demissew. Merremia candeoi ingår i släktet Merremia och familjen vindeväxter. Inga underarter finns listade i Catalogue of Life.